# Charles Lloyd (évêque)
Pour les articles homonymes, voir Charles Lloyd (homonymie).
Charles Lloyd (26 septembre 1784 - 31 mai 1829), professeur Regius de théologie et évêque d'Oxford de 1827 à 1829, est un religieux anglais.

## Biographie
Il est né à West Wycombe, Buckinghamshire le 26 septembre 1784, deuxième fils de Thomas Lloyd et petit-fils de Nathaniel Ryder (1er baron Harrowby) ,. Thomas, un « ecclésiastique et maître d'école », est recteur d'Aston-sub-Edge dans le Gloucestershire et dirige une école à Great Missenden. Charles se rend au Collège d'Eton, ses études étant financées par des bourses. Il est un érudit considérable, réalisant une première à Christ Church, Oxford en 1806 (passant à MA en 1809), un BD en 1818 et un DD en 1821. Finalement, il doit partir et prend un emploi de précepteur pour les enfants de Lord Elgin à Dunfermline. Cela ne dure pas longtemps car on lui demande de retourner à Oxford pour enseigner les mathématiques. L'un de ses premiers travaux est de préparer Robert Peel à ses examens. Peel devient plus tard premier ministre et reste un ami de longue date de Lloyd. Charles Lloyd acquiert rapidement une réputation d'enseignant efficace.
Ordonné en 1808, Lloyd détient les cures de Drayton (1810) et de Binsey (1818), toutes deux près d'Oxford. En juin 1819, il est nommé sous l'influence de Peel comme prédicateur de Lincoln's Inn, poste qu'il occupe jusqu'en février 1822, date à laquelle, sur la nomination de Lord Liverpool, il est nommé au professeur Regius of Divinity à Oxford, auquel est rattaché un canonicat à Christ Church  et le presbytère d'Ewelme. Le 15 août 1822, il épouse Mary Harriet (décédée en 1857) et, en l'espace de quatre ans, ils ont un fils et trois filles .
En tant que professeur Regius, Lloyd relance les études théologiques à l'université. Il complète ses conférences publiques statutaires par des cours privés suivis par des diplômés, dont Richard Hurrell Froude, John Henry Newman, Frederick Oakeley et Edward Bouverie Pusey (c'est sur la suggestion de Lloyd que Pusey part en Allemagne pour étudier sa théologie). Ce sont des personnalités qui deviennent importantes dans ce qui est connu sous le nom de mouvement d'Oxford. Lloyd est connu pour une édition de poche de 1827 du Nouveau Testament grec incorporant les canons eusébiens.
Les études de Lloyd sur les racines anciennes et le développement historique de la liturgie et du dogme anglicans influencent une génération de théologiens d'Oxford. Petit, trapu et prématurément chauve, on se souvient de Lloyd pour avoir plaisanté de manière informelle avec, et parfois intimidé, les participants à ses conférences privées. Pour un lectorat clérical plus large, il publie un recueil de Formulaires de foi mis en avant par l'autorité sous le règne d'Henri VIII (1825) .
Le 4 mars 1827, il est consacré évêque d'Oxford, poste qu'il désirait et pour lequel il faisait pression, implorant son ancien élève Robert Peel, alors ministre de l'Intérieur, d'user de son influence auprès de Lord Liverpool. Lloyd reste professeur à l'université et se met à réformer le diocèse. Il y a un problème particulier de pluralisme et de non-résidence à l'époque. Il est courant pour le clergé d'occuper plusieurs postes et de «sous-traiter» ses fonctions à un vicaire mal payé. Il est également impliqué dans la législation controversée pour l'émancipation catholique, finalement adoptée en 1829 . Lors des débats chez les Lords sur l'émancipation, il prononce un important discours en faveur de la réforme (2 avril 1829), prise de position qui fait de lui le bouc émissaire favori des conservateurs vaincus. Peu de temps après, George IV le snobe lors d'une réception publique .
Son travail acharné pèse inévitablement sur sa santé. Mentalement en détresse et physiquement fatigué, Lloyd assiste à un dîner d'anniversaire à la Royal Academy de Somerset House, où il attrape un rhume qui persiste et s'aggrave. Il meurt d'une pneumonie le 31 mai 1829 dans la maison de Whitehall Place, à Londres, qu'il a louée pour la saison estivale. Deux jours plus tard, il a des funérailles privées dans la chapelle de Lincoln's Inn et est enterré dans le caveau des Benchers .
John Henry Newman écrit chaleureusement à propos de son ami et ancien tuteur lorsqu'il déclare: «Il m'a fait avancer, m'a fait connaître, a bien parlé de moi et m'a donné confiance en moi» .